# Sääskeläinen
Sääskeläinen är en ö i Finland. Den ligger i sjön Kuusijärvi och i kommunen Kuhmo i den ekonomiska regionen  Kehys-Kainuu  och landskapet Kajanaland, i den östra delen av landet, 500 km nordost om huvudstaden Helsingfors. Öns area är 1 hektar och dess största längd är 230 meter i öst-västlig riktning.